# Julian Casablancas
Julian Fernando Casablancas, född den 23 augusti 1978 i New York, är en amerikansk rocksångare och låtskrivare, såväl som soloartist som i bandet The Strokes.

## Biografi
Casablancas är son till John Casablancas, grundaren av Elite Model Management, och Jeanette Christjansen, en dansk fotomodell som blev Miss Danmark 1965. Hans föräldrar skildes när han var ung och efter skilsmässan tillbringade Casablancas en tid med sin mor i Danmark. 
Julian Casablancas och Nikolai Fraiture blev vänner när de var små och Casablancas träffade senare Albert Hammond Jr på skolan Le Rosey i Schweiz. Han förflyttades senare till Manhattan's Elite Dwight School i New York, där han träffade resten av gruppen, Nick Valensi och Fabrizio Moretti.
Julian Casablancas skriver nästan all musik till The Strokes. Undantagen är låtarna "Automatic Stop", "Ask Me Anything", "Killing Lies" och "Evening Sun" som han skrev tillsammans med de andra bandmedlemmarna. Han är känd för sina indirekta texter, tillsammans med sitt otydliga snack-sångframförande. 
I november 2009 släppte Julian Casablancas sitt första soloalbum, Phrazes for the Young.
Julian har samarbetat med Daft Punk på deras album Random Access Memories, där han sjöng och spelade gitarr på låten "Instant Crush" och med The Lonely Island som låtskrivare till låten "Boombox" som släpptes på Youtube den 13 mars 2010.

## Privatliv
Casablancas är sedan februari 2005 gift med Juliet Casablancas (född Joslin), The Strokes forna "assistant manager". I mars 2010 föddes deras gemensamma son Cal. Det är Julian Casablancas som åsyftas i Courtney Loves låt "But Julian, I'm a Little Older Than You".

## Diskografi

### Med The Strokes
- 2001 – Is This It
- 2003 – Room on Fire
- 2006 – First Impressions of Earth
- 2011 – Angles
- 2013 – Comedown Machine
- 2020 – The New Abnormal

### Solo
- 2009 – Phrazes for the Young